# Zaniskari
De zaniskari is een paardenras uit Zanskar in Ladakh in het noorden van India. 

## Beschrijving
Het is een ras van kleine maar taaie bergpony's die vooral gebruikt worden als pakpaarden in de bergen. Ze worden soms ook bereden. 
Ze zijn goed aangepast aan het plaatselijke klimaat op een hoogte tussen drie- en vijfduizend meter aan de rand van het Tibetaans Hoogland waar de temperaturen minus 40° C kunnen bereiken. Ze zijn vast ter been en staan bekend om hun levenskracht en uithoudingsvermogen. Ze kunnen zelf voedsel zoeken onder sneeuw. 
De stokmaat ligt gemiddeld bij 130 cm, variërend van 120 tot 140 cm. Als vachtkleur komen voor: grijs, zwart, bruin en vos. Ze hebben volle manen en staart en krijgen een dikke wintervacht. Ze hebben stevige korte benen en harde hoeven.
Wanneer de dorpelingen hun kuddes jaks uit de bergen gaan terughalen voor de winter, lopen zaniskaripony's mee in deze meerdaagse zoektochten over besneeuwde bergpaden en bevroren bergbeken. De pakpony's dragen wel een halster maar geen bit. Als paardendekens en over de bepakking gebruikt men vaak nog kleurrijke traditionele weefsels. Het geïsoleerde leefgebied kent geen verharde wegen en is vaak meer dan de helft van het jaar onbereikbaar door sneeuw.

## Status
Dit lokale ras uit de omgeving van Kargil is geregistreerd als een zeldzaam en bedreigd huisdierras. Om het aantal raszuivere zaniskari te stabiliseren is men in deze regio gestart met een speciaal fokprogramma.

## Galerij

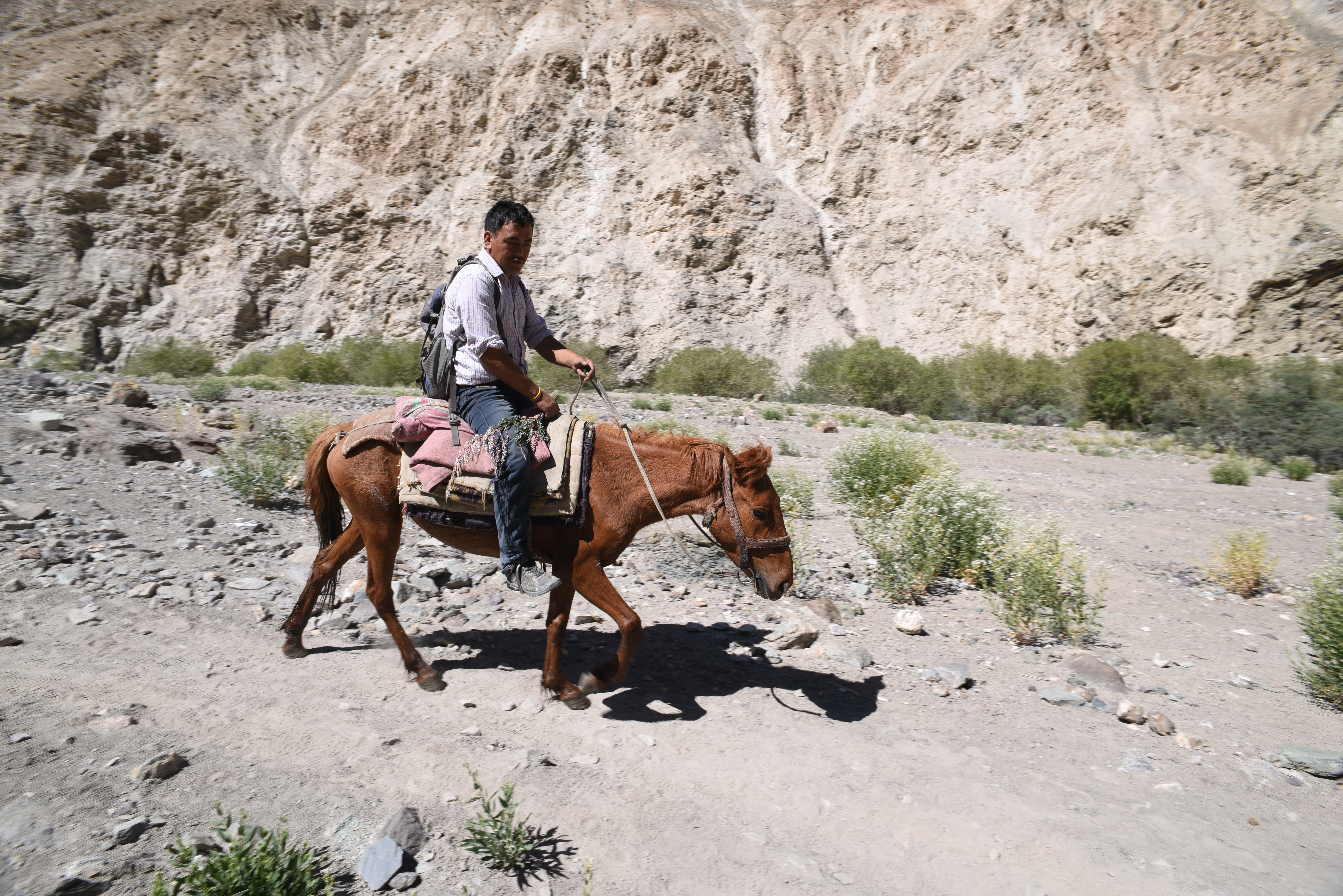
als rijpony in de bergen
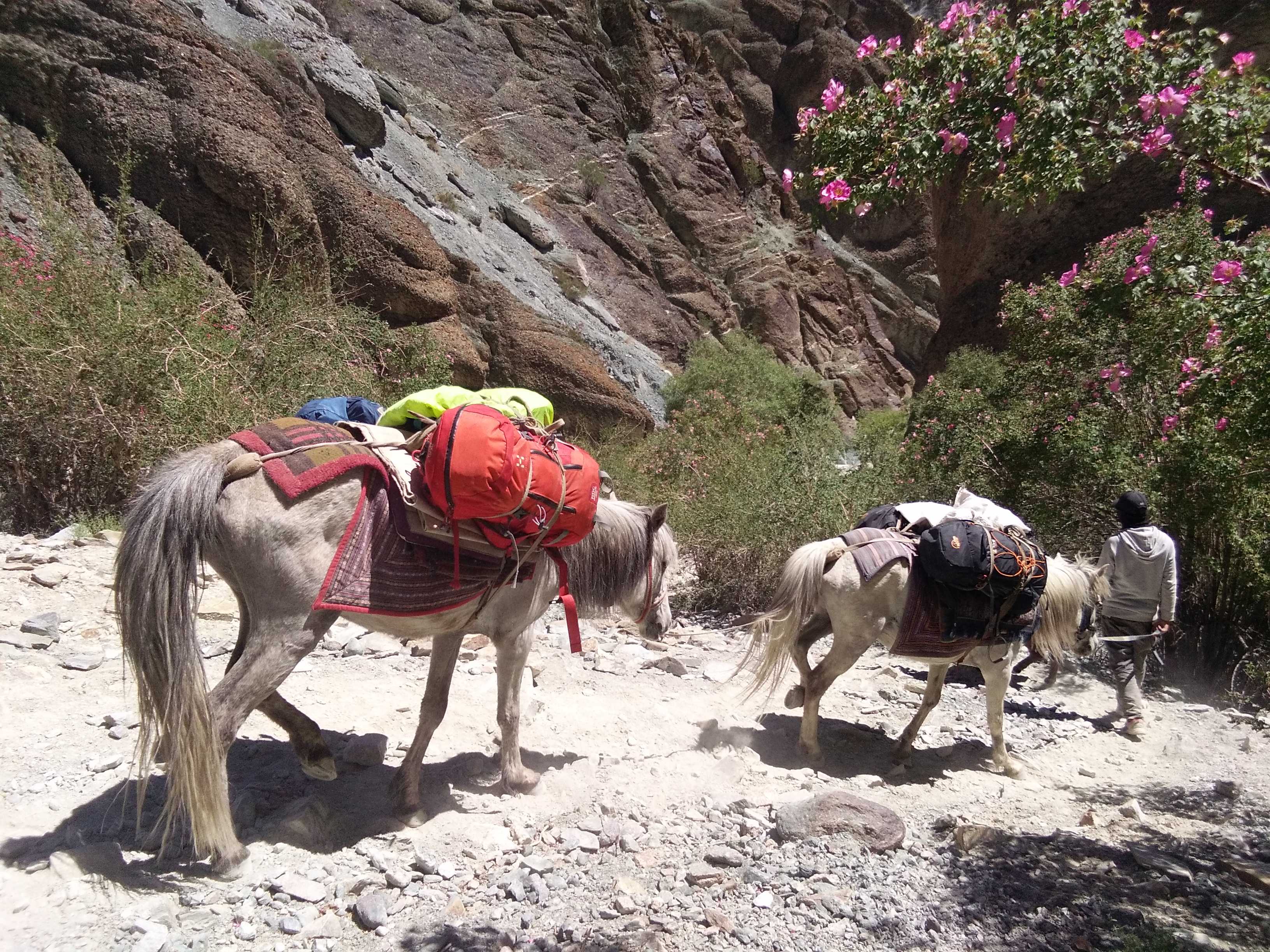
kleurrijke pakzadels
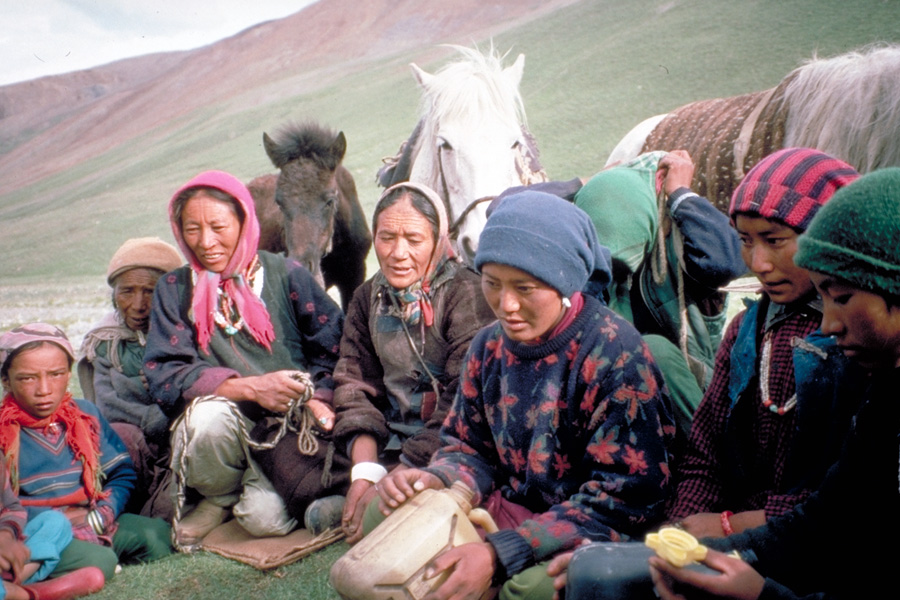
dorpelingen met paarden